# Israëlische voetbalbond
De Hitachdoet Lekadoeregel Bejisraëel (ההתאחדות לכדורגל בישראל) of הלב (Engelstalige afkorting: IFA - Israel Football Association) is de Israëlische voetbalbond. De IFA organiseert de competities zoals de Ligat Ha'Al, Liga Leumit en het bekertoernooi. De IFA is ook verantwoordelijk voor het Israëlisch voetbalelftal en het Israëlisch vrouwenvoetbalelftal. 
De IFA was lid van de Asian Football Confederation (AFC) van 1954 tot 1974, toen het werd uitgesloten vanwege politieke druk van Arabische en islamitische leden die weigerden tegen Israël te spelen. Vanaf dat moment tot 1992 was de IFA niet aangesloten bij een confederatie. Gedurende deze periode speelden de Israëlische nationale teams alleen in FIFA-competities en af en toe in OFC (Oceanië), UEFA (Europa) en CONMEBOL (Zuid-Amerika) kwalificatietoernooien.
In 1992 werd de IFA toegelaten tot de UEFA als geassocieerd lid en werd twee jaar later, in 1994, volwaardig lid. Sinds 1992 spelen Israëlische clubs in de verschillende UEFA-clubcompetities, terwijl de nationale teams in UEFA-kampioenschappen hebben gespeeld. Hoewel Israël dus een Aziatisch land is, is de Israëlische voetbalbond sinds 1992 aangesloten bij de Europese voetbalbond UEFA.

## Nationale ploegen
- Israëlisch voetbalelftal (mannen)
- Israëlisch voetbalelftal (vrouwen)
- Israëlisch voetbalelftal onder 21 (mannen)
- Israëlisch voetbalelftal onder 17 (vrouwen)

Albanië · 
Andorra · 
Armenië · 
Azerbeidzjan · 
België · 
Bosnië-Herzegovina · 
Bulgarije · 
Cyprus · 
Denemarken · 
Duitsland · 
Engeland · 
Estland · 
Faeröer · 
Finland · 
Frankrijk · 
Georgië · 
Gibraltar · 
Griekenland · 
Hongarije · 
Ierland · 
IJsland · 
Israël · 
Italië · 
Kazachstan · 
Kosovo · 
Kroatië · 
Letland · 
Liechtenstein · 
Litouwen · 
Luxemburg · 
Malta · 
Moldavië · 
Montenegro · 
Nederland · 
Noord-Ierland · 
Noord-Macedonië · 
Noorwegen · 
Oekraïne · 
Oostenrijk · 
Polen · 
Portugal · 
Roemenië · 
Rusland · 
San Marino · 
Schotland · 
Servië · 
Slovenië · 
Slowakije · 
Spanje · 
Tsjechië · 
Turkije · 
Wales · 
Wit-Rusland · 
Zweden · 
Zwitserland
IFA · A-internationals · Bondscoaches · Statistieken · Israëlisch vrouwenelftal · Olympisch elftal · Israël U21 · Israël U20 · Israël U19 · Israël U18 · Israël U17 · Israël U16
1934 – 1939 · 
1940 – 1949 · 
1950 – 1959 · 
1960 – 1969 · 
1970 – 1979 · 
1980 – 1989 · 
1990 – 1999 · 
2000 – 2009 · 
2010 – 2019 ·
2020 − 2029
WK 1970
1934 · 
1935–1937 · 
1938 · 
1939 · 
1948 · 
1941–1947 · 
1948 · 
1949 · 
1950 · 
1951–1952 · 
1953 · 
1954 · 
1955 · 
1956 · 
1957 · 
1958 · 
1959 · 
1960 · 
1961 · 
1962 · 
1963 · 
1964 · 
1965 · 
1966 · 
1967 · 
1968 · 
1969 · 
1970 · 
1971 · 
1972 · 
1973 · 
1974 · 
1975 · 
1976 · 
1977 · 
1978 · 
1979 · 
1980 · 
1981 · 
1982 · 
1983 · 
1984 · 
1985 · 
1986 · 
1987 · 
1988 · 
1989 · 
1990 · 
1991 · 
1992 · 
1993 · 
1994 · 
1995 · 
1996 · 
1997 · 
1998 · 
1999 · 
2000 · 
2001 · 
2002 · 
2003 · 
2004 · 
2005 · 
2006 · 
2007 · 
2008 · 
2009 · 
2010 · 
2011 · 
2012 · 
2013 · 
2014 · 
2015 ·
2016 ·
2017 ·
2018 ·
2019 ·
2020 ·
2021 ·
2022 ·
2023
Albanië · 
Andorra ·
Argentinië ·
Armenië ·
Australië ·
Azerbeidzjan ·
België ·
Bosnië en Herzegovina ·
Brazilië ·
Bulgarije ·
Chili ·
Colombia ·
Cyprus ·
Denemarken ·
Duitsland ·
Engeland ·
Estland ·
Ethiopië ·
Faeröer ·
Filipijnen ·
Finland ·
Frankrijk ·
Georgië ·
GOS ·
Griekenland ·
Guatemala ·
Honduras ·
Hongarije ·
Hongkong ·
Ierland ·
IJsland ·
India ·
Iran ·
Italië ·
Ivoorkust ·
Japan ·
Joegoslavië ·
Kosovo ·
Kroatië ·
Letland ·
Liechtenstein ·
Litouwen ·
Luxemburg ·
Maleisië ·
Malta ·
Mexico ·
Moldavië ·
Montenegro ·
Myanmar ·
Nederland ·
Nieuw-Zeeland ·
Noord-Ierland ·
Noord-Macedonië ·
Noorwegen ·
Oekraïne ·
Oezbekistan ·
Oostenrijk ·
Pakistan ·
Polen ·
Portugal ·
Roemenië ·
Rusland ·
San Marino ·
Schotland ·
Servië ·
Singapore ·
Slovenië ·
Slowakije ·
Sovjet-Unie ·
Spanje ·
Taiwan ·
Thailand ·
Tsjechië ·
Turkije ·
Uruguay ·
Verenigde Staten ·
Wales ·
Wit-Rusland ·
Zambia ·
Zuid-Afrika ·
Zuid-Korea ·
Zuid-Vietnam ·
Zweden ·
Zwitserland